# Pease Pottage
Pease Pottage is een plaats in het bestuurlijke gebied Mid Sussex, in het Engelse graafschap West Sussex. De plaats is onderdeel van civil parish Slaugham.